# Ноєнгамме (концентраційний табір)

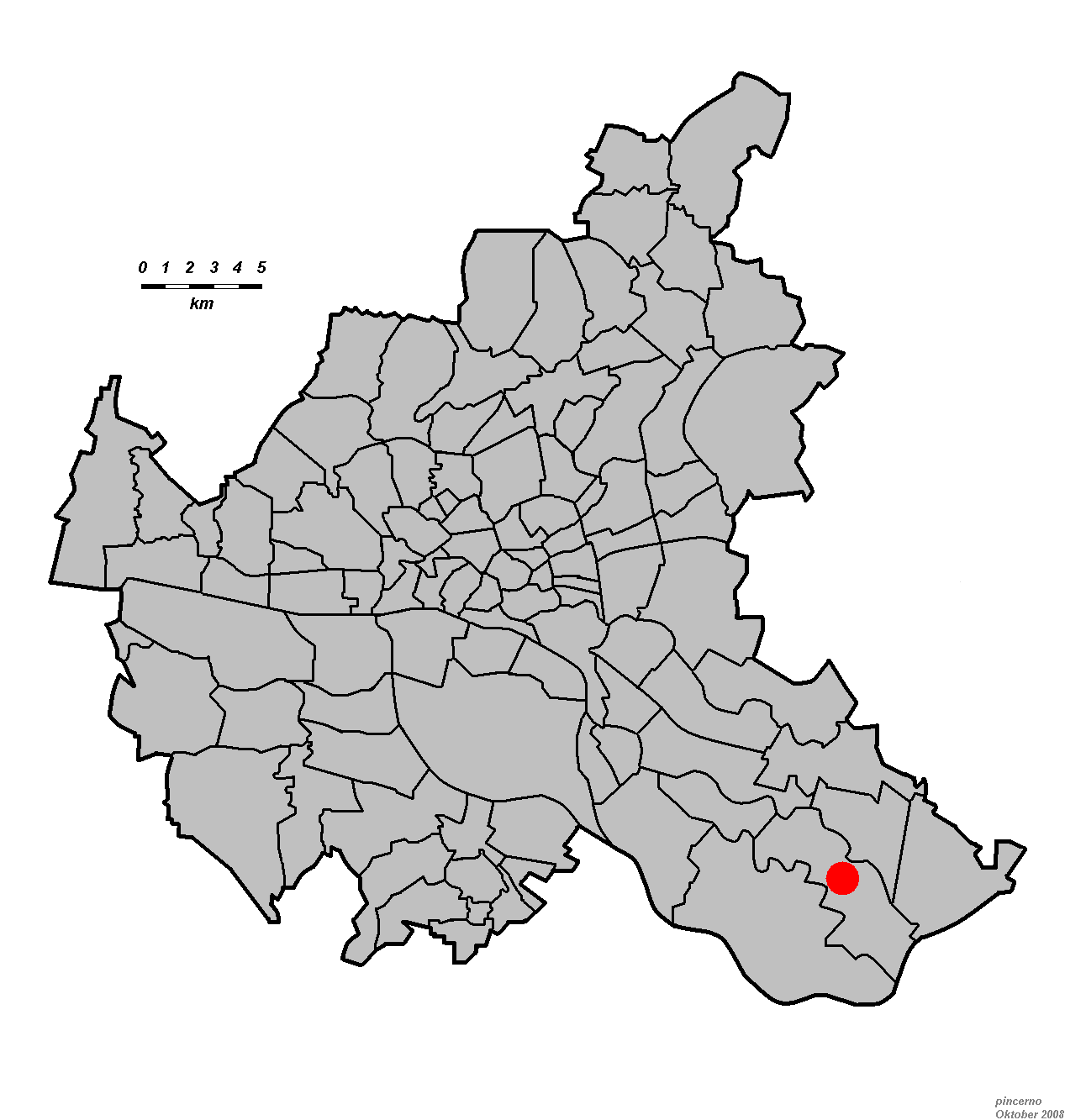
Розташування концтабору в Гамбурзі

Ноєнгамме (нім. Neuengamme) — найбільший концентраційний табір на північному заході Німеччини в однойменному районі Гамбурга, що функціонував з 1938 до 1945 року.

## Загальні відомості

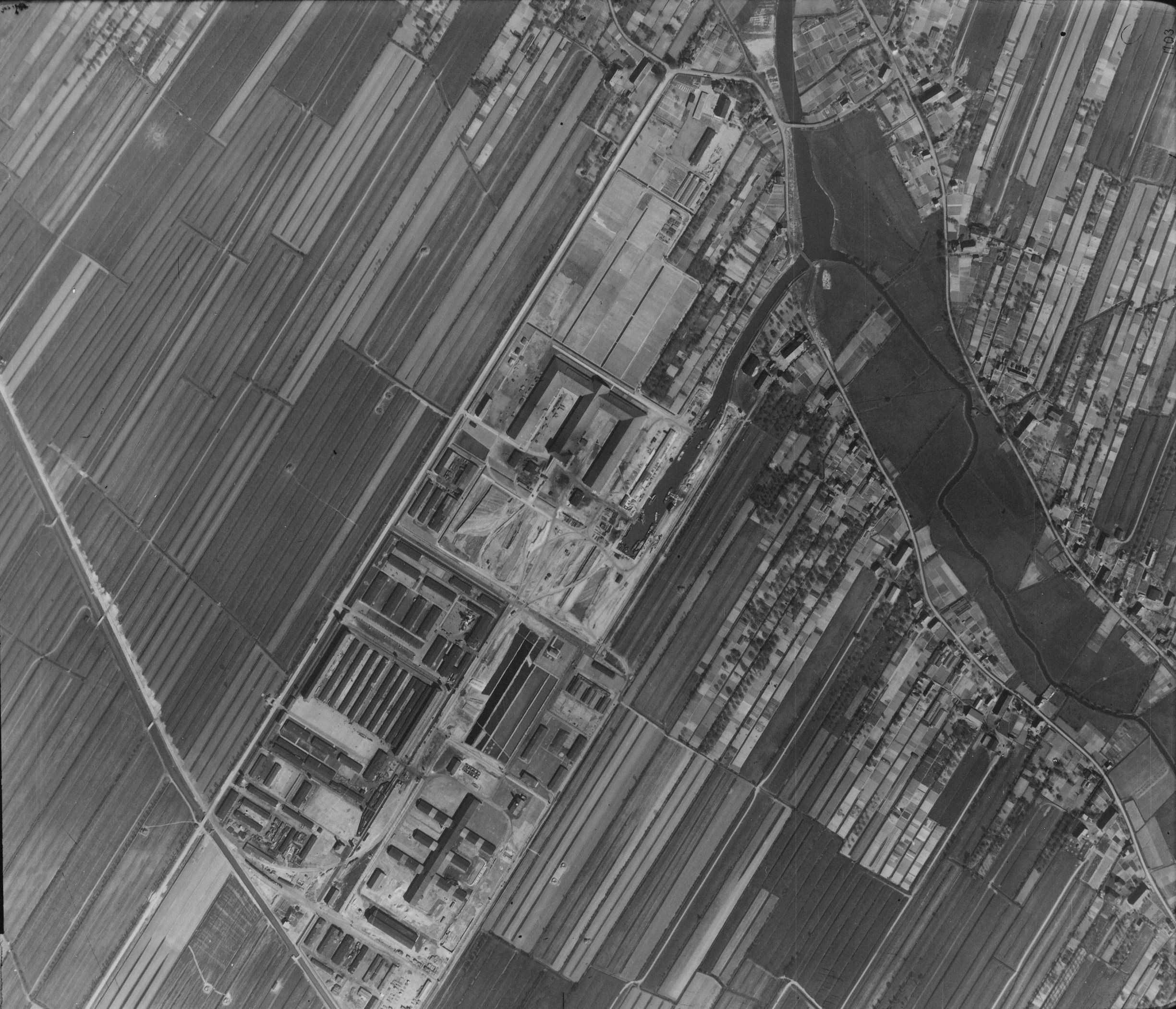
Аерофотознімок Британської армії 16 квітня 1945

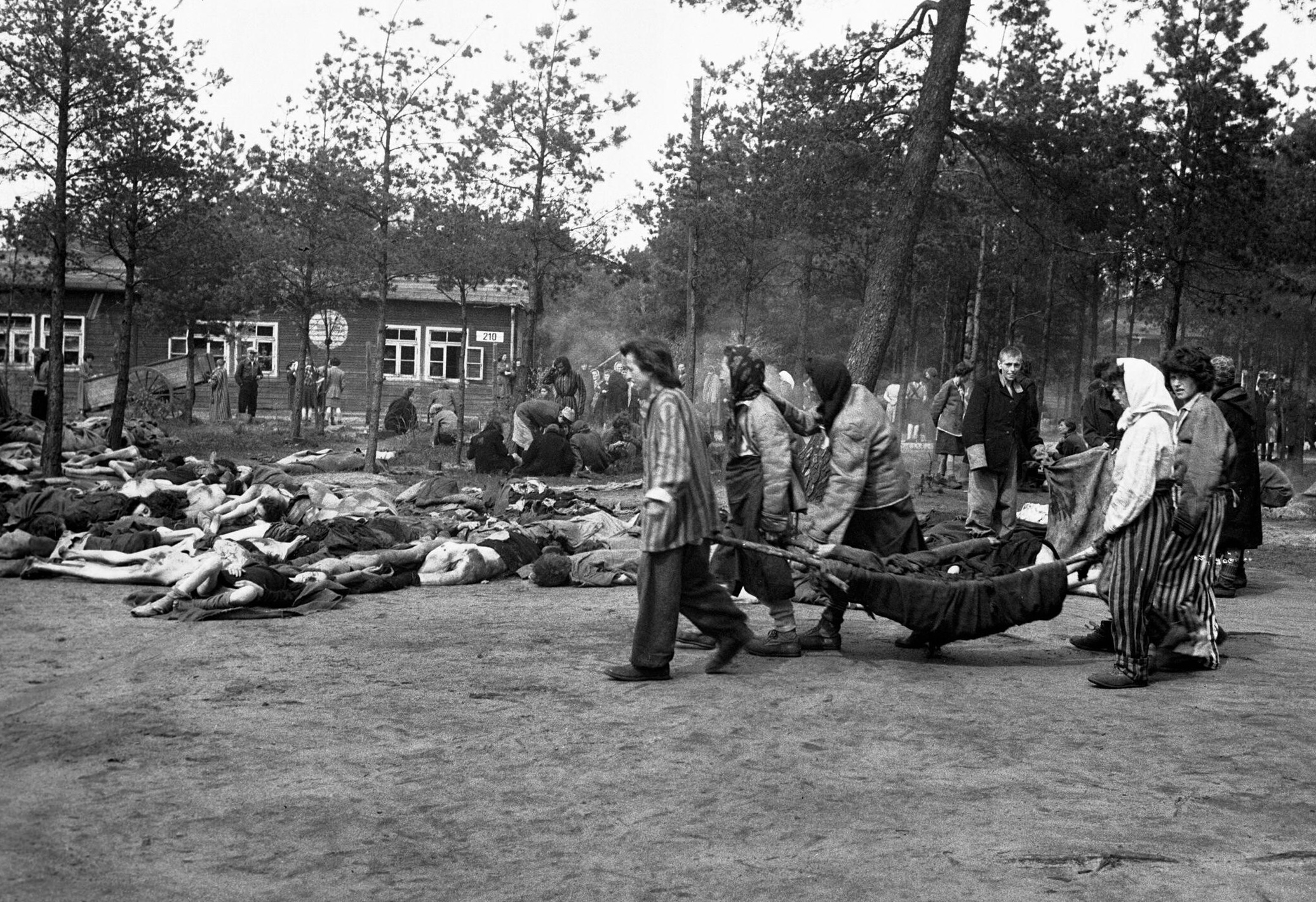
жертви табору

У 1937 році Гітлер оголосив, що п’ять міст будуть перетворені на міста фюрера (нім. Führerstadt):
- Берлін — «Німеччина — столиця світу» (нім. Welthauptstadt Germania)
- Гамбург — «столиця німецького судноплавства» (нім. Hauptstadt der deutschen Schiffahrt)
- Лінц — «Місто — хрещений батько фюрера» (нім. Patenstadt des Führers)
- Мюнхен — «столиця руху» (нім. Hauptstadt der Bewegung)
- Нюрнберг — «місто мітингів нацистської партії» (нім. Stadt der Reichsparteitage)

Береги річки Ельби в Гамбурзі мали бути перероблені у стилі клінкерної цегли, характерному для німецького цегляного експресіонізму. 
 Щоб постачати цеглу, компанія СС «Німеччина, земляні роботи і каменярство» (нім. Deutsche Erd-und Steinwerke (DEST) у вересні 1938 року придбала недіючий цегельний завод (нім.: Klinkerwerk) і 500 000 квадратних метрів землі в Нойенгамме.
13 грудня 1938 року СС заснував табір Нойенгамме (нім. Konzentrationslager Neuengamme, KZ Neuengamme) як допоміжний табір концентраційного табору Заксенгаузен і перевіз 100 в'язнів із Заксенгаузена, щоб розпочати будівництво табору та експлуатацію цегельного заводу.
4 червня 1940 року табір став незалежним табором (нім. Stammlager).
Табір Нойенгамме мав щонайменше 86 таборів-супутників (нім. Außenlager). 

- Одним із таких підтаборів був табір у Нойграбені.

За роки існування табору через нього пройшли 106 000 осіб.
Табір вирізнявся всім, що в ньому не було масових убивств в'язнів. То була скоріше трудова колонія, ніж засіб масового знищення, як Аушвіц чи Бухенвальд. Але оскільки тривала війна, у таборі, окрім мирних жителів з завойованих Німеччиною територій, ув'язнювали також і військових офіцерів.
З відомих актів масового убивства в'язнів у Ноєнгамме відомі 2 випадки отруєння газом. Вперше було убито 197 осіб, які не бажали йти на контакт; а вдруге — 251 особа з тієї ж причини. Більше випадків отруєння людей газом у Ноєнгамме не траплялось.

## Будівлі
Серед будівель табору, окрім заводів з виробництва цегли, пістолетів «Вальтер», крематорію, бараків тощо існувала ще одна, про яку знали тільки обрані: бордель. Жінки, що в ньому «працювали», утримувались в умовах, які з певною часткою цинізму можна характеризувати як турботу про них. Їх не ґвалтували й після руйнування табору їх не переслідували, й багато хто зміг продовжити мирне життя. Послугами борделя користувались керівництво табору та навіть дехто з «привілейованих бранців».
1944 року почали будувати цегляні бараки, що складались із 4 блоків, в кожному з яких первинно мали перебувати 260 осіб. Надалі кількість місць зросла до 500.

## Повоєнні часи
У 1945–1948 роках на території колишнього концтабору було облаштовано британський табір для інтернованих осіб «Civil Internment Camp No. 6». 27 травня 1945 року до табору з району розташування 9-ї Армії США були доставлені понад 8000 колишніх есесівців. Табір Ноєнгамме було закрито 13 серпня 1948 року. З 6 вересня 1948 до 18 жовтня 2006 року на території колишнього концтабору розміщувалась гамбурзька в'язниця Фірланде (нім. Vierlande).